# Colton White
Colton White (London, Ontario, 3 de mayo de 1997) es un jugador profesional canadiense de hockey sobre hielo que se desempeña en la posición de defensor izquierdo en Anaheim Ducks, equipo de la National Hockey League (NHL).

## Carrera
Fue seleccionado en la cuarta ronda en la NHL Entry Draft de 2015. En 2018 hizo su debut profesional con el equipo New Jersey Devils, en el cual jugó cuatro temporadas (2018-2022), después pasó a Anaheim Ducks, donde lleva jugando una temporada.